# Roberto Carnevale
Roberto Carnevale (Catania, 15 giugno 1966) è un pianista, direttore d'orchestra e compositore italiano.

## Biografia
Ha studiato pianoforte con Roberto Bianco; composizione con Angela Giuffrida e per quattro anni con Franco Donatoni presso l'Accademia Musicale Chigiana di Siena e direzione d'orchestra con Ferdinand Leitner. Si è diplomato in pianoforte e si è laureato in Lettere moderne presso l'Università degli Studi di Catania.
Autore e curatore di testi musicologici, dal 1995 dirige le collane Saggistica, Manualistica e MVSICES per la NEN. Dal 1996 al 1997 ha diretto le redazioni delle riviste discografiche CD Classica (Firenze) e Orfeo - Il mensile di musica antica e barocca (Firenze); ha inoltre collaborato con le riviste Piano Time e Latinoamerica - Analisi testi e dibattiti.
Lo stile compositivo di Roberto Carnevale si distingue per la fusione di spunti post-minimalisti con elementi derivati dalla tradizione barocca e dal jazz. Renzo Cresti ha scritto di lui: Roberto Carnevale ama la materia nel suo stato di quiete, la quale, definisce la plasticità in figure, poi si mette in moto e diviene, senza mai perdere la sua sostanza.
Il suo catalogo annovera più di cento composizioni eseguite presso istituzioni concertistiche nazionali ed internazionali e  per le case editrici LIM (Lucca), Suvini-Zerboni (Milano), Verlag Neue Musik (Berlino), NEN (Palermo), Maimone Editore (Catania), CULC (Catania), TEM-Taukay Edizioni Musicali (Udine), Diaphonia (Barcellona)..).
Nel 2014 ha ideato per il Festival “Magie Barocche” l'opera collettiva sui Verschiedene Canones über die ersten acht Fundamental-Noten vorheriger Arie (BWV1087) di Bach, a cui hanno anche aderito Samuel Adler, il Premio ‘Pulitzer’ Paul Moravec, Alessandro Solbiati, Yoichi Sugiyama, Massimiliano Damerini, Marco Betta, Marina Leonardi, Augusto Vismara. Nel 1988 ha ricevuto il Premio internazionale Consiglio d'Europa (Roma).
È ordinario di didattica della musica presso l'Istituto Superiore di Studi Musicali "Vincenzo Bellini" di Catania, di cui è vicedirettore. È stato direttore dei corsi di musica presso il CEU, e docente di storia e analisi del repertorio presso l'Istituto Bellini di Catania.

## Alcune opere significative
- Elena o L'enigma della bellezza (musiche di scena) per flauto, percussioni, tastiera (1986)
- Herr Dr. Doppler. Studio divertimento per flauto, chitarra, violoncello e clavicembalo (1987)
- Due Movimenti per pianoforte (1987)
- Cordialmente Suo… (I) per violino, viola, violoncello, arpa e pianoforte (1988)
- Hagamos un trato con Falla per clavicembalo, flauto, oboe, clarinetto, violino e violoncello (1990)
- Huaco (Omaggio a Paolo Renosto) per orchestra (1990)
- Lectura 1992 per clarinetto e pianoforte (1992)
- BachGoldbergVariationen. I Serie: Variationes 11, 15, 16, 14, 10 per pianoforte (1991-1992)
- Strumenti (introduzione) per orchestra (1991)
- Linae. Prima stanza per 18 strumenti (1992)
- The Right Hand per soprano, flauto, pianoforte e percussioni (1992)
- È sempre la stessa cosa… per violino, viola, violoncello e pianoforte (1992)
- Lectura BGV per flauto e pianoforte (1992)
- Linae. Seconda stanza (con vista…) per ensemble (1993)
- Linae. Terza stanza (con aria condizionata) per flauto, oboe, clarinetto e violoncello (1994)
- Athenaeum per coro misto, violino, chitarra, clavicembalo, pianoforte e percussioni (1995)
- Notturno-Diurno per pianoforte (1995)
- Duetto. Omaggio a E. Denissow per chitarra e pianoforte (1996)
- Domina Stella per voce recitante, 2 flauti, 2 arpe e celesta, testo di F. Tei (1996).
- Exhortatio n.1 per corno, clarinetto, viola e pianoforte (1996)
- Linae VI stanza (con filodiffusione) per clarinetto, chitarra elettrica, viola e pianoforte a quattro mani (1997)
- Duepersei per 2 pianoforti a 12 mani (1997)
- Quattro variazioni ancora sul tema di… per 2 pianoforti e percussioni (1998)
- Sei tavole per Corrado per pianoforte (1998)
- Carnascialesca n. 1 per pianoforte, organo, video, nastro magnetico (2000)
- Bernstein-Story n. 1 per soprano, clarinetto, violino, violoncello, contrabbasso e pianoforte (2000)
- Sinfonia 2001: Odissea nello… per orchestra di fiati (2001)
- «Ve lo ricordate?» per flauto, oboe, clarinetto, fagotto, corno e 2 pianoforti (2001)
- Il mio quartetto per due violini, viola e violoncello (2001)
- Bellini-Fest per voce recitante, 8 clarinetti, 2 pianoforti e percussioni, testo di R. Insolia (2001)
- Movimentato n. 1 per 5 clarinetti (2001)
- L'elefante e la pulce per voce recitante, clarinetto, violino, tromba, trombone, pianoforte a 4 mani e percussioni, testo di Gianni Rigamonti (2001)
- Belliniana n. 1 per quintetto di fiati e pianoforte a 4 mani (2001)
- Sogno d'una notte di… per voce recitante e orchestra, testo di Riccardo Insolia (2002)
- Solo per violoncello, 3 marimbe e vibrafono (2002)
- Natale lunare per ensemble (2002)
- Mediterraneo per pianoforte (2003)
- Eco d'un battito d'ali (da Farfalle di Francesco Pennisi) per 2 pianoforti e vibrafono (2003)
- Volo per 2 violini (2004)
- Non l'avete già udito? per 2 pianoforti (2004)
- Arietta S-Canzonata (da L'elefante e la Pulce) per voce e pianoforte (2004)
- Da-Mediterraneo per voce e pianoforte (2004)
- Ennese per viola, pianoforte e percussioni (2004)